# Служба інформаційної безпеки
Служба інформаційної безпеки (англ. Service of infosecurity)  — це самостійний підрозділ підприємства, який займається вирішенням проблем інформаційної безпеки даної організації.
Служба інформаційної безпеки повинна бути самостійним підрозділом і підпорядковуватися безпосередньо першій особі в організації.

## Базові принципи СІБ
Сформульовано три базові принципи, які повинна забезпечувати інформаційна безпека:
- цілісність даних — захист від збоїв, що ведуть до втрати інформації, а також зашита від неавторизованого створення або знищення даних;
- конфіденційність інформації;
- доступність інформації для всіх авторизованих користувачів.

## Необхідність створення служби інформаційної безпеки підприємства
В даний час почастішали випадки атак хакерів, епідемій комп'ютерних вірусів, якщо вчасно не усунути загрозу, це може призвести до безповоротних наслідків, наприклад крадіжка конфіденційної інформації, паролів. Хоча необхідність створення цього відділу очевидна, багато організації нехтують цим, деякі покладають відповідальність за забезпечення інформаційної безпеки на системного адміністратора, інші купують дороге програмне забезпечення. Слід зазначити, що інформаційна безпека — це комплекс організаційно-технічних заходів, і одних лише технічних методів рішення тут недостатньо.

## Функції Служби інформаційної безпеки підприємства
- Організація і координація робіт, пов'язаних із захистом інформації на підприємстві;
- Дослідження технології обробки інформації з метою виявлення можливих каналів витоку та інших загроз для безпеки інформації, формування моделі загроз, розробка політики безпеки інформації, визначення заходів, спрямованих на її реалізацію;
- Розробка проектів нормативних та розпорядчих документів, що діють в межах організації, підприємства, згідно з якими повинна забезпечуватися захист інформації на Підприємстві;
- Виявлення та знешкодження загроз;
- Реєстрація, збір, зберігання, обробка даних про всі події в системі, які мають відношення до безпеки інформації;
- Формування у персоналу і користувачів Підприємства розуміння необхідності виконання вимог нормативно-правових актів, нормативних і розпорядчих документів, що стосуються сфери захисту інформації[1].

## Склад Служби інформаційної безпеки підприємства
Склад і розмір групи безпеки (СІБ) залежать від конкретного підприємства і завдань, які ставляться перед нею.
Передбачено не один варіант штатного розкладу такої служби. Один з них може бути таким:
- заступник директора з безпеки і захисту інформації;
- адміністратор безпеки АС — штатний співробітник відділу захисту інформації;
- адміністратор системи — штатний співробітник відділу автоматизації;
- адміністратори груп — штатні співробітники підрозділів, що експлуатують АС;
- менеджери безпеки;
- оператори[2].